# 我的天才夢
《我的天才夢》是一本敘述著侯文詠往事、具有自傳性質的散文集。

## 外部連結
- 皇冠出版社 （页面存档备份，存于） 小說網站